# Esgrima als Jocs Olímpics d'estiu de 1912 - espasa per equips masculina
La competició d'espasa per equips masculina va ser una de les cinc proves del programa d'esgrima que es van disputar als Jocs Olímpics d'Estocolm de 1912. La prova es va disputar entre el 9 i l'11 de juliol de 1912, amb la participació d'onze equips diferents.

## Medallistes
| Or | Plata | Bronze |
| Bèlgica Henri Anspach · Paul Anspach · Fernand de Montigny · Robert Hennet · Jacques Ochs · François Rom · Gaston Salmon · Victor Willems | Regne Unit Edgar Amphlett · John Blake · Percival Davson · Arthur Everitt · Martin Holt · Sydney Mertineau · Robert Montgomerie · Edgar Seligman | Països Baixos Willem van Blijenburgh · Jetze Doorman · Adrianus de Jong · George van Rossem · Leonardus Salomonson |

## Equips
| Bèlgica - Gaston Salmon - Henri Anspach - Jacques Ochs - Paul Anspach - Robert Hennet - Victor Willems - Fernand de Montigny - François Rom Bohèmia - Vilém Goppold Jr. - Vilém Goppold von Lobsdorf - Josef Pfeiffer - František Kříž Dinamarca - Ejnar Levison - Hans Olsen - Ivan Osiier - Lauritz Christian Østrup | Regne Unit - Arthur Everitt - Edgar Seligman - Martin Holt - Percival Davson - Robert Montgomerie - Sydney Martineau - Edgar Amphlett - John Blake Alemanya - Emil Schön - Friedrich Schwarz - Heinrich Ziegler - Hermann Plaskuda Grècia - Georgios Petropoulos - Georgios Versis - Konstantinos Kotzias - Petros Manos - Panagiotis Kambas - Sotirios Notaris - Tryfon Triantafyllakos | Països Baixos - Adrianus de Jong - George van Rossem - Jetze Doorman - Leonardus Salomonson - Willem Hubert van Blijenburgh Noruega - Hans Bergsland - Severin Finne - Lars Aas - Christopher von Tangen Rússia - Gavriil Bertrain - Dmitry Knyazhevich - Vladimir de Sarnavsky - Pavel Guvorsky - Vladimir Keyser - Aleksandr Soldatenkov - Leonid Martuchev | Suècia - Einar Sörensen - Eric Carlberg - Georg Branting - Gustaf Lindblom - Louis Sparre - Pontus von Rosen Estats Units - Albertson Van Zo Post - George Breed - John MacLaughlin - Scott Breckinridge - Sherman Hall - William Bowman |

## Resultats

### Quarts de final
Els dos millors equips de cada sèrie passen a semifinals.
| Sèrie A | Sèrie A       | Sèrie A  | Sèrie A | Sèrie A |
| Posició | País          | Guanyats | Perduts | Qual.   |
| ------- | ------------- | -------- | ------- | ------- |
| 1       | Alemanya      | —        | —       | QS      |
| 1       | Països Baixos | —        | —       | QS      |
| Sèrie B |               |          |         |         |
| Posició | País          | Guanyats | Perduts | Qual.   |
| 1       | Bèlgica       | 1        | 0       | QS      |
| 1       | Regne Unit    | 1        | 0       | QS      |
| 3       | Rússia        | 0        | 2       |         |
| Sèrie C |               |          |         |         |
| Posició | País          | Guanyats | Perduts | Qual.   |
| 1       | Bohèmia       | 1        | 0       | QS      |
| 1       | Suècia        | 1        | 0       | QS      |
| 3       | Noruega       | 0        | 2       |         |
| Sèrie D |               |          |         |         |
| Posició | País          | Guanyats | Perduts | Qual.   |
| 1       | Dinamarca     | 2        | 0       | QS      |
| 2       | Grècia        | 1        | 1       | QS      |
| 3       | Estats Units  | 0        | 2       |         |

### Semifinals
Els dos millors equips de cada semifinal passen a la final.
| Semifinal A | Semifinal A   | Semifinal A | Semifinal A | Semifinal A |
| Posició     | País          | Guanyats    | Perduts     | Qual.       |
| ----------- | ------------- | ----------- | ----------- | ----------- |
| 1           | Països Baixos | 3           | 0           | QF          |
| 2           | Regne Unit    | 2           | 1           | QF          |
| 3           | Dinamarca     | 1           | 2           |             |
| 4           | Bohèmia       | 0           | 3           |             |
| Semifinal B |               |             |             |             |
| Posició     | País          | Guanyats    | Perduts     | Qual.       |
| 1           | Suècia        | 3           | 0           | QF          |
| 2           | Bèlgica       | 2           | 1           | QF          |
| 3           | Grècia        | 1           | 2           |             |
| 4           | Alemanya      | 0           | 3           |             |

### Final
| Final   | Final         | Final    | Final   | Final   | Final  |
| Posició | País          | Guanyats | Perduts | Touches | Rebuts |
| ------- | ------------- | -------- | ------- | ------- | ------ |
| Gold    | Bèlgica       | 3        | 0       | 32      | 21     |
| Silver  | Regne Unit    | 1        | 2       | 26      | 28     |
| Bronze  | Països Baixos | 1        | 2       | 28      | 30     |
| 4       | Suècia        | 1        | 2       | 25      | 32     |